# Großer Preis von Aserbaidschan 2022
Der Große Preis von Aserbaidschan 2022 (offiziell Formula 1 Azerbaijan Grand Prix 2022) fand am 12. Juni auf dem Baku City Circuit in Baku statt und war das achte Rennen der Formel-1-Weltmeisterschaft 2022.

## Bericht

### Hintergründe
Nach dem Großen Preis von Monaco führte Max Verstappen in der Fahrerwertung mit neun Punkten vor Charles Leclerc und mit 15 Punkten vor Sergio Pérez. In der Konstrukteurswertung führte Red Bull mit 36 Punkten vor Ferrari und mit 101 Punkten vor Mercedes.
Yuki Tsunoda, Lance Stroll, Verstappen (jeweils sieben), Nicholas Latifi (sechs), Pérez, Valtteri Bottas, Fernando Alonso, Lando Norris (jeweils fünf), Pierre Gasly, Esteban Ocon, Alexander Albon (jeweils vier), Lewis Hamilton, Kevin Magnussen, Daniel Ricciardo (jeweils zwei), Sebastian Vettel, Zhou Guanyu und George Russell (jeweils einer) gingen mit Strafpunkten ins Rennwochenende. Dazu gingen Tsunoda (drei), Carlos Sainz jr. (zwei), Albon, Ocon, Ricciardo, Stroll und Alonso (jeweils eine) mit Verwarnungen ins Wochenende.
Mit Hamilton, Ricciardo, Bottas und Pérez (jeweils einmal) traten alle ehemaligen Sieger zu diesem Grand Prix an.
Als Rennkommissare für dieses Rennwochenende fungierten Garry Connelly (AUS), Matteo Perini (ITA), Mika Salo (FIN) und Danil Solomin (AZE).

### Training
Pérez fuhr im ersten freien Training in 1:45,476 Minuten die Bestzeit vor Leclerc und Verstappen.
In 1:43,224 Minuten erzielte Leclerc im zweiten freien Training die Bestzeit vor Pérez und Verstappen.
Pérez fuhr mit einer Rundenzeit von 1:43,170 Minuten im dritten freien Training die Bestzeit vor Leclerc und Verstappen.

### Qualifying
Das Qualifying bestand aus drei Teilen mit einer Nettolaufzeit von 45 Minuten. Im ersten Qualifying-Segment (Q1) hatten die Fahrer 18 Minuten Zeit, um sich für das Rennen zu qualifizieren. Alle Fahrer, die im ersten Abschnitt eine Zeit erzielten, die maximal 107 Prozent der schnellsten Rundenzeit betrug, qualifizierten sich für den Grand Prix. Die besten 15 Fahrer erreichten den nächsten Teil. Verstappen war Schnellster. Die beiden Haas- und Williams-Piloten sowie Stroll schieden aus.
Der zweite Abschnitt (Q2) dauerte 15 Minuten. Die schnellsten zehn Piloten qualifizierten sich für den dritten Teil des Qualifyings. Pérez war Schnellster, die beiden McLaren- und Alfa-Romeo-Piloten sowie Ocon schieden aus.
Der letzte Abschnitt (Q3) ging über eine Zeit von zwölf Minuten, in denen die ersten zehn Startpositionen vergeben wurden. Leclerc fuhr mit einer Rundenzeit von 1:41,359 Minuten die Bestzeit vor Pérez und Verstappen.

### Rennen
Direkt beim Start überholte Pérez Leclerc und übernahm damit die Führung.
Innerhalb des Feldes kam es zu mehreren Positionswechseln, bis das Rennen in Runde 9 mit dem virtuellen Safety-Car neutralisiert wurde. Sainz jr. verlor vor Kurve 4 Bremsdruck und musste seinen Ferrari in der Auslaufzone abstellen. Etwa die Hälfte des Feldes, darunter Leclerc sowie beide Mercedes-Piloten, stoppten während der VSC-Phase, beide Red Bull-Piloten blieben auf der Strecke. Durch den Mercedes-Doppelstopp fiel Hamilton in der Boxengasse hinter Vettel zurück.
Nach Wiederfreigabe des Rennens versuchte Vettel in Runde 13 auf der Gegengeraden zwischen Kurve 2 und 3 ein Überholmanöver gegen Ocon. Er kam vorbei, verbremste sich jedoch und fiel so nicht nur wieder hinter Ocon, sondern auch hinter Hamilton und Tsunoda auf Rang 12 zurück. In der ersten Kurve von Runde 15 tauschten die beiden Red Bull-Piloten an der Spitze die Plätze, Verstappen führte somit vor Pérez, der von seinem Renningenieur die Anweisung bekam, sich nicht zu wehren. Die Führung gab der amtierende Weltmeister erst in Runde 19 bei seinem ersten Boxenstopp wieder ab, Leclerc übernahm an der Spitze des Feldes, der durch den ein paar Runden vorher erfolgten Boxenstopp von Pérez auch an diesem vorbeiging. Diese behielt der Ferrari-Pilot jedoch nur eine Runde, bevor er mit einem Motorschaden ausschied. Wenige Runden später musste auch Alfa-Romeo-Pilot Zhou mit technischen Problemen aufgeben.
In Runde 32 kam es zu einer weiteren VSC-Phase, nachdem auch Magnussen seinen Haas abstellen musste. Die Piloten, die bisher noch keinen Stopp eingelegt haben, wie etwa Ricciardo, Tsunoda und Bottas, stoppten in dieser Phase. In Runde 39, wieder unter Rennbedingungen, kam Tsunoda, eigentlich mit Rang 6 auf Punktekurs, wegen einer schwarz-orangen Flagge erneut an die Box: Sein Heckflügel war gebrochen und musste von seiner Boxencrew mit Panzertape geklebt werden, weswegen er die Anweisung bekam, den Rest des Rennens kein DRS mehr zu verwenden. Einige Runden später bekam der führende Verstappen dieselbe Anweisung, es ist jedoch nicht bekannt, ob ein ähnlicher Defekt vorlag oder dies eine reine Vorsichtsmaßnahme war.
Verstappen gewann schließlich das Rennen vor Pérez und Russell. Es war Verstappens erster Sieg in Baku, gleichzeitig wurde er zum sechsten Sieger im sechsten Rennen auf diesem Kurs. Die restlichen Punkteplatzierungen belegten Hamilton, Gasly, Vettel, Alonso, Ricciardo, Norris und Ocon. Pérez erzielte die schnellste Rennrunde und erhielt einen zusätzlichen Punkt.
In der Fahrerwertung baute Verstappen seinen Vorsprung aus, Pérez war nun Zweiter vor Leclerc. In der Konstrukteurswertung blieben die ersten drei Positionen unverändert, Red Bull baute den Vorsprung an der Spitze auf 80 Punkte aus, während Mercedes auf Ferrari aufholte.

## Meldeliste
| Team                                  | Nr. | Fahrer           | Chassis                           | Motor                             | Reifen |
| ------------------------------------- | --- | ---------------- | --------------------------------- | --------------------------------- | ------ |
| Oracle Red Bull Racing                | 01  | Max Verstappen   | Red Bull Racing RB18              | Red Bull RBPTH001                 | P      |
| Oracle Red Bull Racing                | 11  | Sergio Pérez     | Red Bull Racing RB18              | Red Bull RBPTH001                 | P      |
| Mercedes-AMG Petronas F1 Team         | 63  | George Russell   | Mercedes-AMG F1 W13 E Performance | Mercedes-AMG F1 M13 E Performance | P      |
| Mercedes-AMG Petronas F1 Team         | 44  | Lewis Hamilton   | Mercedes-AMG F1 W13 E Performance | Mercedes-AMG F1 M13 E Performance | P      |
| Scuderia Ferrari                      | 16  | Charles Leclerc  | Ferrari F1-75                     | Ferrari 066/7                     | P      |
| Scuderia Ferrari                      | 55  | Carlos Sainz jr. | Ferrari F1-75                     | Ferrari 066/7                     | P      |
| McLaren F1 Team                       | 03  | Daniel Ricciardo | McLaren MCL36                     | Mercedes-AMG F1 M13 E Performance | P      |
| McLaren F1 Team                       | 04  | Lando Norris     | McLaren MCL36                     | Mercedes-AMG F1 M13 E Performance | P      |
| BWT Alpine F1 Team                    | 14  | Fernando Alonso  | Alpine A522                       | Renault E-Tech RE22               | P      |
| BWT Alpine F1 Team                    | 31  | Esteban Ocon     | Alpine A522                       | Renault E-Tech RE22               | P      |
| Scuderia AlphaTauri                   | 10  | Pierre Gasly     | AlphaTauri AT03                   | Red Bull RBPTH001                 | P      |
| Scuderia AlphaTauri                   | 22  | Yuki Tsunoda     | AlphaTauri AT03                   | Red Bull RBPTH001                 | P      |
| Aston Martin Aramco Cognizant F1 Team | 18  | Lance Stroll     | Aston Martin AMR22                | Mercedes-AMG F1 M13 E Performance | P      |
| Aston Martin Aramco Cognizant F1 Team | 05  | Sebastian Vettel | Aston Martin AMR22                | Mercedes-AMG F1 M13 E Performance | P      |
| Williams Racing                       | 23  | Alexander Albon  | Williams FW44                     | Mercedes-AMG F1 M13 E Performance | P      |
| Williams Racing                       | 06  | Nicholas Latifi  | Williams FW44                     | Mercedes-AMG F1 M13 E Performance | P      |
| Alfa Romeo F1 Team ORLEN              | 77  | Valtteri Bottas  | Alfa Romeo C42                    | Ferrari 066/7                     | P      |
| Alfa Romeo F1 Team ORLEN              | 24  | Zhou Guanyu      | Alfa Romeo C42                    | Ferrari 066/7                     | P      |
| Haas F1 Team                          | 20  | Kevin Magnussen  | Haas VF-22                        | Ferrari 066/7                     | P      |
| Haas F1 Team                          | 47  | Mick Schumacher  | Haas VF-22                        | Ferrari 066/7                     | P      |

## Klassifikationen

### Qualifying
| Pos.                                                                      | Fahrer           | Konstrukteur                 | Q1       | Q2       | Q3       | Start |
| ------------------------------------------------------------------------- | ---------------- | ---------------------------- | -------- | -------- | -------- | ----- |
| 01                                                                        | Charles Leclerc  | Ferrari                      | 1:42,865 | 1:42,046 | 1:41,359 | 01    |
| 02                                                                        | Sergio Pérez     | Red Bull Racing-RBPT         | 1:42,733 | 1:41,955 | 1:41,641 | 02    |
| 03                                                                        | Max Verstappen   | Red Bull Racing-RBPT         | 1:42,722 | 1:42,227 | 1:41,706 | 03    |
| 04                                                                        | Carlos Sainz jr. | Ferrari                      | 1:42,957 | 1:42,088 | 1:41,814 | 04    |
| 05                                                                        | George Russell   | Mercedes                     | 1:43,754 | 1:43,281 | 1:42,712 | 05    |
| 06                                                                        | Pierre Gasly     | AlphaTauri-RBPT              | 1:43,268 | 1:43,129 | 1:42,845 | 06    |
| 07                                                                        | Lewis Hamilton   | Mercedes                     | 1:43,939 | 1:43,182 | 1:42,924 | 07    |
| 08                                                                        | Yuki Tsunoda     | AlphaTauri-RBPT              | 1:43,595 | 1:43,376 | 1:43,056 | 08    |
| 09                                                                        | Sebastian Vettel | Aston Martin Aramco-Mercedes | 1:43,279 | 1:43,268 | 1:43,091 | 09    |
| 10                                                                        | Fernando Alonso  | Alpine-Renault               | 1:44,083 | 1:43,360 | 1:43,173 | 10    |
| 11                                                                        | Lando Norris     | McLaren-Mercedes             | 1:44,237 | 1:43,398 | –        | 11    |
| 12                                                                        | Daniel Ricciardo | McLaren-Mercedes             | 1:44,437 | 1:43,574 | –        | 12    |
| 13                                                                        | Esteban Ocon     | Alpine-Renault               | 1:43,903 | 1:43,585 | –        | 13    |
| 14                                                                        | Zhou Guanyu      | Alfa Romeo-Ferrari           | 1:43,777 | 1:43,790 | –        | 14    |
| 15                                                                        | Valtteri Bottas  | Alfa Romeo-Ferrari           | 1:44,478 | 1:44,444 | –        | 15    |
| 16                                                                        | Kevin Magnussen  | Haas-Ferrari                 | 1:44,643 | –        | –        | 16    |
| 17                                                                        | Alexander Albon  | Williams-Mercedes            | 1:44,719 | –        | –        | 17    |
| 18                                                                        | Nicholas Latifi  | Williams-Mercedes            | 1:45,367 | –        | –        | 18    |
| 19                                                                        | Lance Stroll     | Aston Martin Aramco-Mercedes | 1:45,371 | –        | –        | 19    |
| 20                                                                        | Mick Schumacher  | Haas-Ferrari                 | 1:45,775 | –        | –        | 20    |
| 107-Prozent-Zeit: 1:49,912 min (bezogen auf Q1-Bestzeit von 1:42,722 min) |                  |                              |          |          |          |       |

### Rennen
| Pos. | Fahrer           | Konstrukteur                 | Runden | Stopps | Zeit        | Start | Schnellste Runde |
| ---- | ---------------- | ---------------------------- | ------ | ------ | ----------- | ----- | ---------------- |
| 01   | Max Verstappen   | Red Bull Racing-RBPT         | 51     | 2      | 1:34:05,941 | 03    | 1:46,050 (50.)   |
| 02   | Sergio Pérez     | Red Bull Racing-RBPT         | 51     | 2      | + 20,823    | 02    | 1:46,046 (36.)   |
| 03   | George Russell   | Mercedes                     | 51     | 2      | + 45,995    | 05    | 1:47,177 (42.)   |
| 04   | Lewis Hamilton   | Mercedes                     | 51     | 2      | + 1:11,679  | 07    | 1:47,044 (39.)   |
| 05   | Pierre Gasly     | AlphaTauri-RBPT              | 51     | 1      | + 1:17,299  | 06    | 1:48,519 (39.)   |
| 06   | Sebastian Vettel | Aston Martin Aramco-Mercedes | 51     | 1      | + 1:24,099  | 09    | 1:48,206 (41.)   |
| 07   | Fernando Alonso  | Alpine-Renault               | 51     | 1      | + 1:28,596  | 10    | 1:47,989 (49.)   |
| 08   | Daniel Ricciardo | McLaren-Mercedes             | 51     | 1      | + 1:32,207  | 12    | 1:48,276 (44.)   |
| 09   | Lando Norris     | McLaren-Mercedes             | 51     | 1      | + 1:32,556  | 11    | 1:47,997 (37.)   |
| 10   | Esteban Ocon     | Alpine-Renault               | 51     | 1      | + 1:48,184  | 13    | 1:48,297 (36.)   |
| 11   | Valtteri Bottas  | Alfa Romeo-Ferrari           | 50     | 1      | + 1 Runde   | 15    | 1:48,179 (42.)   |
| 12   | Alexander Albon  | Williams-Mercedes            | 50     | 2      | + 1 Runde   | 17    | 1:47,966 (50.)   |
| 13   | Yuki Tsunoda     | AlphaTauri-RBPT              | 50     | 2      | + 1 Runde   | 08    | 1:47,523 (42.)   |
| 14   | Mick Schumacher  | Haas-Ferrari                 | 50     | 2      | + 1 Runde   | 20    | 1:48,410 (40.)   |
| 15   | Nicholas Latifi  | Williams-Mercedes            | 50     | 2      | + 1 Runde   | 18    | 1:49,583 (37.)   |
| 16   | Lance Stroll     | Aston Martin Aramco-Mercedes | 46     | 2      | DNF         | 19    | 1:48,038 (38.)   |
| –    | Kevin Magnussen  | Haas-Ferrari                 | 31     | 1      | DNF         | 16    | 1:48,789 (12.)   |
| –    | Zhou Guanyu      | Alfa Romeo-Ferrari           | 23     | 2      | DNF         | 14    | 1:48,723 (12.)   |
| –    | Charles Leclerc  | Ferrari                      | 21     | 2      | DNF         | 01    | 1:47,531 (13.)   |
| –    | Carlos Sainz jr. | Ferrari                      | 8      | 0      | DNF         | 04    | 1:48,978 (03.)   |

Anmerkungen
1. ↑  Latifi erhielt nachträglich eine Zeitstrafe von fünf Sekunden für das Missachten blauer Flaggen.

## WM-Stände nach dem Rennen
Die ersten zehn des Rennens bekamen 25, 18, 15, 12, 10, 8, 6, 4, 2 bzw. 1 Punkt(e). Zusätzlich gab es einen Punkt für die schnellste Rennrunde, da der Fahrer unter den ersten Zehn landete.

### Fahrerwertung
| Pos. | Fahrer           | Konstrukteur         | Punkte |
| ---- | ---------------- | -------------------- | ------ |
| 01   | Max Verstappen   | Red Bull Racing-RBPT | 150    |
| 02   | Sergio Pérez     | Red Bull Racing-RBPT | 129    |
| 03   | Charles Leclerc  | Ferrari              | 116    |
| 04   | George Russell   | Mercedes             | 99     |
| 05   | Carlos Sainz jr. | Ferrari              | 83     |
| 06   | Lewis Hamilton   | Mercedes             | 62     |
| 07   | Lando Norris     | McLaren-Mercedes     | 50     |
| 08   | Valtteri Bottas  | Alfa Romeo-Ferrari   | 40     |
| 09   | Esteban Ocon     | Alpine-Renault       | 31     |
| 10   | Pierre Gasly     | AlphaTauri-RBPT      | 16     |
| 11   | Fernando Alonso  | Alpine-Renault       | 16     |

| Pos. | Fahrer           | Konstrukteur                 | Punkte |
| ---- | ---------------- | ---------------------------- | ------ |
| 12   | Kevin Magnussen  | Haas-Ferrari                 | 15     |
| 13   | Daniel Ricciardo | McLaren-Mercedes             | 15     |
| 14   | Sebastian Vettel | Aston Martin Aramco-Mercedes | 13     |
| 15   | Yuki Tsunoda     | AlphaTauri-RBPT              | 11     |
| 16   | Alexander Albon  | Williams-Mercedes            | 3      |
| 17   | Lance Stroll     | Aston Martin Aramco-Mercedes | 2      |
| 18   | Zhou Guanyu      | Alfa Romeo-Ferrari           | 1      |
| 19   | Mick Schumacher  | Haas-Ferrari                 | 0      |
| 20   | Nico Hülkenberg  | Aston Martin Aramco-Mercedes | 0      |
| 21   | Nicholas Latifi  | Williams-Mercedes            | 0      |

### Konstrukteurswertung
| Pos. | Konstrukteur         | Punkte |
| ---- | -------------------- | ------ |
| 1    | Red Bull Racing-RBPT | 279    |
| 2    | Ferrari              | 199    |
| 3    | Mercedes             | 161    |
| 4    | McLaren-Mercedes     | 65     |
| 5    | Alpine-Renault       | 47     |

| Pos. | Konstrukteur                 | Punkte |
| ---- | ---------------------------- | ------ |
| 06   | Alfa Romeo-Ferrari           | 41     |
| 07   | AlphaTauri-RBPT              | 17     |
| 08   | Haas-Ferrari                 | 15     |
| 09   | Aston Martin Aramco-Mercedes | 15     |
| 10   | Williams-Mercedes            | 3      |